# 清水亮 (実業家)
清水 亮（しみず りょう、1976年 - ）は日本のプログラマー、実業家。新潟県長岡市出身。ギリア株式会社ファウンダー・顧問。

## 経歴
- 6歳からプログラミングを始める。新潟大学附属長岡中学校、新潟県立国際情報高等学校[2]を経て電気通信大学電気通信学部情報工学科夜間主コース[4]へ進学。在学中にPlayStationのゲームを作ったり、バンダイの子会社でプログラマとして働いた後、米国のマイクロソフトへ入社。次世代ゲーム機向けOS開発に携わる。
- 1998年 - 株式会社ドワンゴ入社[4]し、翌1999年に携帯電話事業を立ち上げた[5]。2002年に退社[5]。
- 2003年 - 株式会社ユビキタスエンターテインメント設立[6]
- 2017年 - ギリア株式会社設立[7]。